# 千代之園酒造
千代之園酒造株式會社（日语：千代の園酒造株式会社）是一間位於日本熊本縣山鹿市的酒釀公司。生產熊本少數僅有的赤酒。
另外，使用与崇城大学應用微生物工學科（標籤設計為藝術學部）產學合作下所製造的紫芋，釀製成的燒酒「ぱーぷる」震驚了學會。ぱーぷる目前可在崇城大學內的賣店購買。
為純粹日本酒協會的會員。

## 概要
- 公司名 - 千代の園酒造株式会社
- 創業於1986年（明治29年），由米商本田喜久八釀造銘九「清瀧」後開始。
- 1944年（昭和19年）因企業整合，和吉田酒造廠、西牟田酒造廠合作，成立本田酒造廠有限公司。
- 本社 - 熊本縣山鹿市山鹿1782
- 1956年設立本田商事有限公司，1960年變更為千代之園酒造株式會社。1993年合併千代田企業株式會社、ヤマコメ株式會社，直到至今。

## 主要酒類
- 千代之園大吟釀（大吟釀）
- 極上赤酒（赤酒）
- 純米燒酒「八千代座」（純米燒酒）

## 外部連結
- 千代の園（页面存档备份，存于）（日文）
- 純粋日本酒協会（页面存档备份，存于）（日文）